# Guérard
Guérard – miejscowość i gmina we Francji, w regionie Île-de-France, w departamencie Sekwana i Marna.
Według danych na rok 1990 gminę zamieszkiwało 1781 osób, a gęstość zaludnienia wynosiła 90 osób/km² (wśród 1287 gmin regionu Île-de-France Guérard plasuje się na 508. miejscu pod względem liczby ludności, natomiast pod względem powierzchni na miejscu 80.).